# Ivan Lietava
Ivan Lietava (* 20. července 1983, Bratislava) je slovenský fotbalový útočník, od ledna 2017 hráč rakouského klubu SK Pama ze 6. rakouské ligy. Fotbalový cestovatel, prošel vícero kluby na Slovensku, v ČR, Turecku, Ukrajině a Rakousku.

## Klubová kariéra
Mezi jeho mládežnické kluby patří Šenkvice a ŠK Cífer. V roce 2001 zamířil do Spartaku Trnava. O dva roky později podepsal smlouvu s AS Trenčín. V sezoně 2006/07 působil v Dukle Banská Bystrica. Před ročníkem 2007/08 přestoupil do MŠK Žilina. V létě 2008 odešel na hostování do Denizlisporu. Následně působil půl roku v Konyasporu a poté se vrátil do Žiliny. V září 2011 přišel do české ligy na hostování ze Žiliny do Dukly. V létě 2012 zamířil do ukrajinského klubu Vorskla Poltava.

### FC Spartak Trnava (návrat)
Před jarní částí sezony 2012/13 posílil FC Spartak Trnava, ale vicemistr z minulé sezóny bojoval o záchranu v Corgoň lize. Ivan Lietava se v mužstvu střelecky neprosazoval a po půl roce v mužstvu předčasně skončil.

### SK Sigma Olomouc
Před sezonou 2013/14 zamířil do SK Sigma Olomouc, kde podepsal dvouletou smlouvu. V Olomouci debutoval v lize 21. července 2013 (1. kolo sezóny 2013/14) proti hostujícímu týmu FC Slovan Liberec, v zápase vstřelil gól, ale pouze mírnil prohru na konečných 1:2 pro hosty. V Olomouci odehrál celkem 13 ligových zápasů a vstřelil 2 góly.

### Bohemians Praha 1905
V zimní přestávce sezóny 2013/14 změnil dres, odešel do Bohemians Praha 1905, kde podepsal jedenapůlletý kontrakt s opcí. 1. března 2014 nastoupil v ligovém utkání proti AC Sparta Praha a zařídil vyrovnání na průběžných 1:1, když se jím napálený míč z úhlu odrazil do sítě od obránce Mario Holka. Bohemians 1905 nakonec podlehl soupeři 1:2. V červnu 2015 mu skončila smlouva.

### MFK Skalica
V červenci 2015 posílil klub MFK Skalica, nováčka Fortuna ligy 2015/16. V prvním ligovém kole 18. 7. 2015 vstřelil vítězný gól celku MFK Ružomberok (výhra 3:1). Ve Skalici působil do konce roku 2015.

### Rakouské nižší ligy
Od ledna 2016 hrál v rakouských nižších ligách. Od ledna do června 2016 za USV Atzenbrugg/Heiligeneich, od července do prosince 2016 za SC Apetlon a od ledna 2017 za SK Pama.

## Klubové statistiky
Aktuální k datu : 3. leden 2014
| Sezona  | Klub                     | Země      | Soutěž         | Zápasy | Góly |
| ------- | ------------------------ | --------- | -------------- | ------ | ---- |
| 2003/04 | FC Spartak Trnava        | Slovensko | Corgoň liga    | 11     | 0    |
| 2004/05 | FK AS Trenčín            | Slovensko | Corgoň liga    | ?      | ?    |
| 2005/06 | FK AS Trenčín            | Slovensko | Corgoň liga    | ?      | ?    |
| 2006/07 | FK Dukla Banská Bystrica | Slovensko | Corgoň liga    | 19     | 6    |
| 2007/08 | MŠK Žilina               | Slovensko | Corgoň liga    | 38     | 12   |
| 2008/09 | MŠK Žilina               | Slovensko | Corgoň liga    | 2      | 0    |
| 2008/09 | Denizlispor              | Turecko   | Süper Lig      | 13     | 3    |
| 2009/10 | MŠK Žilina               | Slovensko | Corgoň liga    | 27     | 14   |
| 2010/11 | Konyaspor                | Turecko   | Süper Lig      | 10     | 2    |
| 2010/11 | MŠK Žilina               | Slovensko | Corgoň liga    | 16     | 4    |
| 2011/12 | MŠK Žilina               | Slovensko | Corgoň liga    | 2      | 0    |
| 2011/12 | FK Dukla Praha           | Česko     | Gambrinus liga | 23     | 11   |
| 2012/13 | FK Vorskla Poltava       | Ukrajina  | Premier Liha   | 8      | 1    |
| 2012/13 | FC Spartak Trnava        | Slovensko | Corgoň liga    | 8      | 0    |
| 2013/14 | SK Sigma Olomouc         | Česko     | Gambrinus liga | 13     | 2    |
| 2013/14 | Bohemians Praha 1905     | Česko     | Gambrinus liga | 14     | 2    |
| 2014/15 | Bohemians Praha 1905     | Česko     | Synot liga     | 22     | 1    |
| Celkem  | Celkem                   | Celkem    | Celkem         | 291    | 70   |